# أردرانتشة (همبرات)
أردرانتشة (بالفارسية: اردرانچه) هي قرية تقع في إيران في قسم همبرات الريفي. يقدر عدد سكانها بـ 23 نسمة بحسب إحصاء 2016.